# Ferincz István
Ferincz István (Inke, 1942. augusztus 4.) szlavista filológus, c. egyetemi tanár. A Szegedi Tudományegyetem (SZTE) Szláv Intézet vezetője (1999-2007). A SZTE Nyelvtudományi Doktori Iskola témavezetője. 1991 óta a Szláv Kultúrák Baráti Körének alapítója tagja és elnöke.

## Életpályája

### Iskolái
Egyszerű emberek gyermekeként falusi római katolikus családban született a Somogy vármegyei Inkén. Felsőfokú tanulmányokat a szegedi József Attila Tudományegyetem Bölcsészettudományi Karán folytatott magyar-orosz szakon (1960–1965). 1965-ben vette kézhez magyar-orosz szakos középiskolai tanári oklevelét. Bekerült gyakornoknak az Orosz Tanszékre. Kezdettől fogva oktatói, kutatói, oktatási- és kutatásszervezési feladatokat látott el.

### Oktatói munkája
Az egyetemi oktatásban az első három évben (1965–1968) nyelvtörténeti szemináriumok és beszédgyakorlatok vezetése, majd 1968/69. tanévtől óorosz irodalmi előadások tartása és szemináriumok vezetése képezte feladatát. Időről időre orosz népköltészeti előadásokat és középkori kultúrával kapcsolatos beszédgyakorlatokat is vezetett. Évekig hirdetett és tartott speciális szemináriumokat óorosz irodalomból és a magyar őstörténet szláv forrásairól. Az 1990-es évektől az orosz mellett a bolgár, s több szláv szak (ukrán, szerb, cseh) beindulása, azaz majdnem két évtizede az óbolgár és a régi ukrán irodalom tanítása is a feladatai közé tartozott, illetve az ortodox vallású szláv népek összehasonlító irodalomtörténetének oktatásából is részt vállalt. Az orosz nyelv mellett a bolgár nyelvet ismeri felsőfokon, ukrán nyelvismerettel is bír, s még egy nyugati nyelvből, németből is középfokú nyelvvizsgája van, ez utóbbi segítségével magánutakat tett a Német Demokratikus Köztársaságban, majd az egyesített Németországban.

### Kutatói munkája
A kutatói munkába már egyetemista korában bekapcsolódott. Egyetemi tanulmányai idején érdeklődése az orosz nyelv története felé fordult. Érdeklődésének kialakulásában jelentős volt H. Tóth Imre szerepe, aki figyelmét az akkor élénk vitákat kiváltó orosz irodalmi nyelv kialakulásának problematikájára irányította. M. A. Szokolova professzorral való találkozása Leningrádban volt a másik fontos momentum, mert Szokolova professzor arra hívta fel a figyelmét, hogy a kezdetek mellett legalább olyan izgalmas a nemzeti irodalmi nyelv kialakulásának folyamata. Ez a kettős indíttatás meghatározónak bizonyult Ferincz István további szakmai érdeklődése szempontjából.
Mindmáig két korszak áll érdeklődése előterében: a kezdetek, azaz a Kijevi Rusz irodalmi nyelve és a 17-18. század változásokkal teli időszaka. Az előbbi korszak gazdag, de még kialakulatlan és éppen ezért rendkívül hajlékony műfajrendszerével és ezekhez idomuló nyelvi eszközeinek változatosságával, a folklór és az írásban rögzített irodalom eszközeinek kölcsönhatásával kínált számára változatos kutatási feladatot. Másfelől Ferincz István előadásaiban és tudományos közleményeiben vizsgálja a 17. századi társadalmi-politikai életben végbement változások nyomán bekövetkezett műfaji és nyelvi változásokat az orosz irodalomban és általában az orosz írásbeliségben.
A 17. században újra jelentős lett a folklór és az irodalom kölcsönhatása, változásokon mentek keresztül a hagyományos műfajok. Az addig monolitnak nevezhető irodalmi műfajok helyébe, amelyeknek alkotói többnyire tudós szerzetesek voltak, különböző rendű és rangú írók léptek, akik a különböző műveltségű és irodalmi ízlésű rétegek számára írtak. Ez azt is jelentette, hogy az addig irodalmi funkcióval nem rendelkező úgynevezett kancelláriai műfajok, bizonyos változtatások után, irodalmi funkcióra tettek szert. A változásokat a nyelv, természetesen, érzékeny műszerként tükrözte. Az alsóbb néprétegek (kereskedők, kézművesek, stb.) igényeit kielégítő, az orosz irodalomtörténetben demokratikusnak nevezett irodalomba behatoltak a népi, beszélt nyelvi elemek, kancelláriai kifejezések.
Az orosz irodalmi nyelv kialakulásával és történetével való foglalkozásának egyenes következményeképp doktori disszertációja témájául a 17-18. század elejéről származó magánlevelekben előforduló elöljárós szószerkezetek vizsgálatát választotta. "Elöljárós szószerkezetek а XVII. századi és XVIII. század eleji magánlevelekben" c. doktori disszertációját 1968-ban nyújtotta be és védte meg summa cum laude eredménnyel. Opponensei H. Tóth Imre és Juhász József voltak. PhD-védésére 1997. októberben került sor. Opponensei: Nyomárkay István és Gadányi Károly.
Az 1970-es évek elején Hajdú Péter, Kristó Gyula és Róna-Tas András megszervezte a Szegedi Őstörténeti Munkaközösséget, amelynek tagjaként Ferincz István részt vállalt jegyzetek megírásában (például Bevezetés а magyar őstörténet kutatásának forrásaiba). Innen datálható érdeklődése a magyar történelem korai korszakára fényt vető szláv források, a szláv időszámítás, a magyar-szláv kapcsolatok, illetve a magyarral rokonnépek kultúrtörténete iránt. Nyelvtörténésznek készülvén, nyelvi vonatkozásban is izgalmas feladatnak tartotta a szláv források kutatását, hiszen valamennyi jelenleg ismert, magyar vonatkozást is tartalmazó forrás az emlék keletkezési helyétől függően az egyházi szláv nyelv orosz vagy délszláv (bolgár vagy szerb) szerkezetének a tanulmányozását jelentette.
Több alkalommal járt a leningrádi és a Moszkvai Állami Egyetem Orosz Tanszékén, ahol könyvtárakban végzett kutatómunkát, anyagot gyűjtött, illetve az ottani szakmai tekintélyekkel konzultált, igyekezett a tanszék szakmai kapcsolatait építeni: Vlagyimir V. Kuszkov, M. A. Mescserszkij, A. M. Pancsenko, Vlagyimir V. Koleszov. (az utóbbi két tudós ma már a Szegedi Tudományegyetem díszdoktora). Egy alkalommal a Bolgár Tudományos Akadémia ösztöndíjával Szófiában volt egy hónapos tanulmányúton.

### Kutatási módszereiről
Feladatát nem a források feltárásában látta elsősorban, hiszen a honfoglaló magyarság kialakulására és a honfoglalásra vonatkozó jelentősebb forráshelyeket tartalmazó: A magyar honfoglalás kútfői (1900), valamint annak rövid, népszerű változata A magyarok elődeiről és a honfoglalásról (1958) hozzáférhetőek voltak. Mégis az általa írt Szláv források című részben – a Cirill- és Metód-legenda, valamint a Nesztor-krónika magyar vonatkozású helyei mellett – bemutatott egy legendás elemekkel átszőtt elbeszélést, amely a magyar honfoglalást megelőző 894-896. évi bizánci-bolgár-magyar háborúra utal. Felvette a források közé Naum életírását is, mert benne a magyar honfoglalásról is említés történik. A szerző szerint "az ugri, e peon nép" bejövetelekor a morvák a bolgárokhoz menekültek és földjüket átengedték a magyaroknak. Végül, három kiváló tudós Thallóczy, Moravcsik, Czeglédy tanulmányai nyomán a források közé valónak tartotta azt a polemikus elbeszélést, amelynek befejező részében a szerző sorra veszi az egyes népek megtérését és a bolgárok és oroszok után szól a "peonok" vagy "ugrik" megkeresztelkedéséről, akik magukat magaré-nek nevezik.
A magyar őstörténet forrásaival való alaposabb ismerkedése idején érte Hajdú Péter felkérése, hogy fordítsa le Grigorij Novickij 1715-ben írt Kratkoe opisanie о narode ostjackom (Rövid leírás az osztják népről) című munkáját. Ferincz István szívesen tett eleget a felkérésnek, mert mint a 18. sz. nyelvi szerkezeteivel foglalkozó kezdő szakember kíváncsi volt, vajon meg tud-e birkózni több, mint száz oldalnyi 18. századi szöveg magyarra történő fordításával. Másfelől, mint a magyarság múltja iránt érdeklődő magyar szakost a mű tartalma is kíváncsivá tette. Novickij ugyanis nemcsak a hittérítők munkájáról ír, hanem az obi-ugorok életéről is: az ott lakók lakóhelyeiről, táplálkozásáról, ruházatáról, vadászó, halászó és madárfogó életmódjáról, valamint házassági, szülési, névadási és temetkezési szokásairól. A fordított szövegre, annak kéziratára, illetve magára a szerzőre vonatkozó ismereteit és tapasztalatait a fordító utószavában foglalta össze.
Azonban szakmai publikációinak, valamint speciális kollégiumainak zöme az óorosz írásbeliség kijevi korszakához kapcsolódik. Még fiatal oktatóként készített kari jegyzetet (Régi orosz irodalmi szöveggyűjtemény szójegyzékkel. Budapest, 1974). Írásai e korszak irodalmi örökségének, az óbolgár és a kijevi korszak nagy íróinak irodalmi munkásságát, nyelvi kifejező eszközeit vetik egybe, és esetenként vizsgálják a kijevi hagyományok továbbélését a későbbi korszakok irodalmában. Érdeklődése középpontjában a 12. századi Kirill Turovszkij műveinek tanulmányozása áll. Kirill a legrangosabb óorosz írók közé tartozik, aki az egyházi szónoki próza legnagyobb mestere volt, akinek műveit évszázadokon át másolták, és azok a legnagyobb bizánci rétorok műveit tartalmazó gyűjteményekben maradtak ránk. Kirill Turovszkij azonban nemcsak az egyházi ünnepekre írt beszédeivel vonzotta Ferincz Istvánt, hanem a himnuszköltészethez tartozó, költői szépségű imáival is. Írói hagyatékának éppen ezen utóbbi részét problematikus tanulmányozni, mert nincs kiadva imáinak az ún. Jaroszlavi gyűjteménye, amely valószínűleg a 13. század második feléből való. Ebből a pénteki nap vecsernye utáni ima töredékét sikerült közreadni a V.V. Koleszov és H. Tóth Imre szerkesztette sorozatban. Ennek a forrásnak a hiányát jelzi, hogy ebből a közleményéből külföldi szlavisták is kértek tőle. Szakmai megbecsülését jelzi, hogy Zöldhelyi Zsuzsa professzor őt kérte fel a Nemzeti Tankönyvkiadónál megjelent, Az orosz irodalom története a kezdetektől 1940-ig c. tankönyv óorosz részének megírására.
Kutatásai másik fontos területe az óbolgár és az óorosz irodalom kapcsolatának vizsgálata, mivel az óbolgár irodalomnak alapvető szerepe volt azoknak az irodalmi műveknek a megalkotásában, amelyek a közvetítő irodalom szerepét töltötték be a többi ortodox vallású szláv nép irodalmának kialakulásában.

### Kongresszusok, nemzetközi konferenciák
Előadással szerepelt két szlavisztikai kongresszuson: Szófiában és Pozsonyban. Számos alkalommal tartott előadást külföldi és hazai nemzetközi konferenciákon. Több mint egy évtizeden át rendszeres résztvevője volt az óbolgarisztikai kollokviumoknak Szófiában. Előadásai minden alkalommal az óorosz, illetve az óbolgár irodalom történeti-stilisztikai vizsgálatához kapcsolódtak. Szinte minden évben előadással szerepel egy-két hazai tudományos konferencián.

### Oktatás- és tudományszervezés
Fiatal tanár korában részképzésre utazó 51 fős csoport kísérő tanáraként egy tanévet a Moszkvai Állami Egyetemen töltött. Később két alkalommal 1–1 évig rektori megbízatásból irányította az Orosz Tanszék munkáját, több cikluson át volt tanszékvezető helyettes Szőke György és Fejér Ádám tanszékvezetése idején. A magyarországi rendszerváltás nagy változásokat hozott a magyar közoktatásban, eltörölték a kötelező orosz nyelvet, helyébe a nyugati nyelvek léptek, ez a körülmény erősen megrendítette a szegedi egyetem Orosz tanszékének munkáját is, pályázatok segítségével tartották fenn magukat, oktatási- és kutatási profiljukat pedig diverzifikálták, ebből a szervezési munkából oroszlánrészt vállalt Ferincz István is. Az addigi orosz nyelv mellett a továbbiakban hangsúlyos szerepet kapott a szláv nyelvcsalád több tagja, a bolgár, az ukrán, a szerb, később a cseh nyelv oktatása is. Már az 1990-es évek közepén sor került az új szláv szakok akkreditációjára, a Magyar Akkreditációs Bizottság mellett a Nemzetközi Akkreditációs Bizottság is jóváhagyta az új szakok létesítését. 1997-ben az addigi Orosz Intézetből megalakították a Szláv Intézetet, mely az Orosz Nyelvi és Irodalmi Tanszékből és a Szláv Tanszékből áll. Ferincz István nyugdíjba vonulása (2007) előtt nyolc évig vezette a Szláv Intézetet.
Ferincz István az 1990-es és a 2000-es években több mint egy évtizedig rektori megbízásból az Állami Nyelvvizsga Bizottság Szegedi tagozatának a munkáját is irányította. H. Tóth Imre professzor nyugdíjba vonulása után ő lett a történeti szlavisztikai doktori alprogram vezetője. Jelentős részt vállalt tudományos konferenciák szervezéséből és a konferenciák, s az Intézet kiadványszerkesztői munkájából és a nyelvemlék feldolgozást segítő kiadványok lektorálásából.

## Művei (válogatás)
- Словосочетания с предлогами в и на для обозначения пространственных отношений в "Источниках по истории русского народно-разговорного языка XVII- начала XVIII века" In: Diss. Slav. V. Szeged, 1967, 23-29.
- Elöljárós szószerkezetek а XVII. századi és XVIII. század eleji magánlevelekben, Bölcsészdoktori disszertáció, Szeged, 1968, 118 o.
- Предложные словосочетания, выражающие причинные отношения в частных письмах конца XVII начала XVIII века. In: Diss. Slav. VII. Szeged, 1969, 28-35.
- Régi orosz irodalmi szöveggyűjtemény szójegyzékkel; szerk. Ferincz István; Tankönyvkiadó, Bp., 1972
- Grigorij Novickij: Kratkoe opisanie о narode ostjatckom 1715 Fordította: Ferincz István. Bevezette: Hajdú Péter. In: Studia Uralo-Altaica III. Szeged 1973 144 p. A fordító utószava 145-156. o
- Jegyzetek Pável Ágoston délszláv filológiai munkásságához. In: Pável Ágoston A szlovén irodalom vázlatos áttekintése /Történelmi áttekintés/, Szeged, 1976, 63-68.
- Ferincz István–Laki Éva: Orosz nyelvgyakorlatok 1.; Tankönyvkiadó, Bp., 1976
- Szláv források. In: Bevezetés a magyar őstörténet kutatásának forrásaiba 1:2, Szerk.: Hajdú Рéter–Kristó Gyula–Róna-Tas András, Tankönyvkiadó, Budapest, 1976, 200-211.
- Из гимнографического наследия Кирилла Туровского. In: Diss. Slav. XIII. Szeged, 1978, 165-180.
- Изображение человека в древнерусской литературе и в живописи XI-XV вв. In: Вопросы методики преподавьния русского языка и литературы. Будапешт - Сегед, 1978
- Ferincz István–Héjjas Endre–Krékits József: Felsőfokú továbbtanulásra előkészítő orosz nyelvi segédkönyv; Tankönyvkiadó, Bp., 1979
- A szláv időszámítás. In: Bevezetés a magyar őstörténet kutatásának forrásaiba III. Szerk.: Hajdú Р.- Kristó Gy.-Róna-Tas A., Tankönyvkiadó, Bp., 1980,183-190.
- К характеристике торжественного красноречия Климента Охридского и Кирилла Туровского.1п: Ра1aеоbulgarica/Старобългаристика,У(1981),4,95-99. Valamint In: Първи международен конгрес по българистика София 23 май - 3 юни 1981. Доклади, Симпозиум Кирило-Методиевистика и старо-българистика. Българска Академия на Науките, София, 1982. 128-134.
- Литературные традиции Киевской Руси в литературе X1II-XV вв. In: Diss. Slav. История, литература, язык и искусство восточных славян в XI-XVII вв. Szeged, 1981, 79-92.
- Некоторые особенности ораторского искусства Иоанна Экзарха Болгарского и Кирилла Туровского. In: Diss. Slav.: Hist. Lit.XV. Szeged, 1982. 25-37.
- Az óbolgár és az óorosz irodalom kapcsolatáról. In: Diss. Slav. Исследования по болгаристике, Szeged, 1983, 111-124.
- Место пролога в композиции "Жития" Мефодия. – "Славяните - Прабьлгарите - Византия". Сегед, 1986,	с. 259-264.
- Felsőfokú továbbtanulásra előkészítő orosz nyelvi segédkönyv, Tankönyvkiadó, Bp., 1986 (negyedik kiadás, társszerzőkkel) Saját rész: 35-114.
- Вопросы веры и разума в письменных памятниках Киевской Руси. – In: Diss. Slav.: Sec. Ling. Szeged, 1987,	XVIII-XIX, с 225-233.
- Pável Ágoston szlovén irodalomtörténete. In: Vasi Szemle, 1987, XLL évf. I. sz. 18-23.
- Искусство построения речи Кирилла Туровского и Епифания Премудрого. – Studia Slavica Hung. 35/1-2, 1989. с. 149-155.
- "Духовные сокровища" в сочинениях Кирилла Туровского. In: Diss. Slav.: Sec. Ling. Szeged, 1990, 195-202.
- Lepahin Valerij: Az óorosz kultúra ikonarcúsága; ford. Ferincz István, L. Murai Teréz, Erdei Ilona; JATE Szláv Filológiai Tanszéke, Szeged, 1992
- Моисей Угрин и его братья. – Studia Slavica Hung. 35/1-2, 1993. с. 19-25.
- Некоторые идеологические установки Кирилла и Мефодия и их учеников. Hungaro-Bulgarica V. Szeged, 1994. с. 110-121.
- Szlavisztikai tanulmányok; szerk. H. Tóth Imre, Ferincz István; MTA Szegedi Területi Bizottsága, Szeged, 1998 (A Magyar Tudományos Akadémia Szegedi Területi Bizottsága kiadványa)
- Олег летописный и Пушкинский. In: Diss. Slav.: Hist. Lit. XXI. Szeged, 1995. 95-105.
- Magyar Mózes és Efrém - az orthodox egyház szentjei. In: Az orthodoxia története Magyarországon a XVIII. századig. Szeged, 1995. с 37-44.
- Szótár-index az óbolgár nyelv XI-XII. századi orosz másolata emlékeihez. Szerkesztő: H. Tóth Imre. Szeged, t. I, 1989, 339 р.; t. II, 1992, 246 р.; t. III/l, 1994, 266 р.; t. III/2, 1995. (munkatárs).
- Szláv nyelvű források (III.) 157-179. Gondozta: H. Tóth Imre. (fordítás). In: A honfoglalás korának írott forrásai, Szeged, 1995. Szerkesztő: Kristó Gyula.
- Преподобный Ефрем Новоторжский. In: Nemzetközi szlavisztikai napok V. II. kötet 460-468, Szombathely, 1995
- Житие преподобного Моисея Угрина In: Diss.Slav. Sec. Ling. XXIV. 165-180, Szeged, 1996
- Az óorosz irodalom In: Az orosz irodalom története a kezdetektől 1940-ig Szerkesztette Zöldhelyi Zsuzsa. Nemzeti Tankönyvkiadó, Budapest, 1997, 26-48.
- Ötvenéves a szegedi szlavisztika; szerk. Bibok Károly, Ferincz István, H. Tóth Imre; JATE Szláv Intézete, Szeged, 1999
- Структура и стилевые особенности праздничных «слов« Климента Охридского In: Diss. Slav. Sec. Lit. XXV, Szeged, 2001. 37-44.
- Образ Кирилла–философа (на материале Похвального слова Кириллу) In: Cirill és Metód példáját követve… Tanulmányok H. Tóth Imre 70. születésnapjára, Szeged, 2002, 105-114.
- Cirill és Metód példáját követve... Tanulmányok H. Tóth Imre 70. születésnapjára; szerk. Bibok Károly, Ferincz István, Kocsis Mihály; SZTE Szláv Intézete, Szeged, 2002
- Идея равноапостольства и христианский образ Владимира Святославича в древнейших памятниках Киевской Руси In: Diss.Slav. Sec. Lit. XXIII, Szeged, 2004. 9-16.
- Об ораторском искусстве Иоанна Экзарха Болгарского и Кирилла Туровского In: Преславска книжовна школа том 7, Шумен, 2004, 344-353.
- Некоторые примеры лексического и фразеологи- ческого богатства частных писем конца XVII – начала XVIII века In: Diss.Slav. Sec. Ling. XXVI. 107-119, Szeged, 2005
- Памятник древнеболгарской литературы в составе «Книжки» Ивана Вишенского In: Hungaro–Ruthenica, Szeged, 2006, 69-77.
- H. Tóth Imre–Ferincz István: Az óorosz irodalom vázlata. XI-XVII. század; JATEPress, Szeged, 2006 (Cikkek, tanulmányok a szláv nyelvek és irodalmak tanulmányozásához)
- О древнеболгарском «Рассказе о зографских мучениках» и «Послании святогорцев великому князю василию Васильевичу» Studia Slavica Hung. 2007, 101-106.
- Po szledam otgoloszkov sztarini. Vibrannije sztatyji; SZTE Szláv Intézete, Szeged, 2012
- Régmúlt idők elbeszélése : A Kijevi Rusz első krónikája / ford. Ferincz István. A fordításhoz a jegyzeteket írta Balogh László, Ferincz István, Font Márta, Kovács Szilvia, Polgár Szabolcs, Zimonyi István. A tanulmányokat írta Balogh László, Ferincz István, Font Márta és Kovács Szilvia. Szerk. Balogh László, Kovács Szilvia. Budapest; Balassi Kiadó, 2015. 398 p. ISBN 978-963-506-970-5 (Magyar őstörténeti könyvtár, ISSN 1215-4024 ; v. 30.)

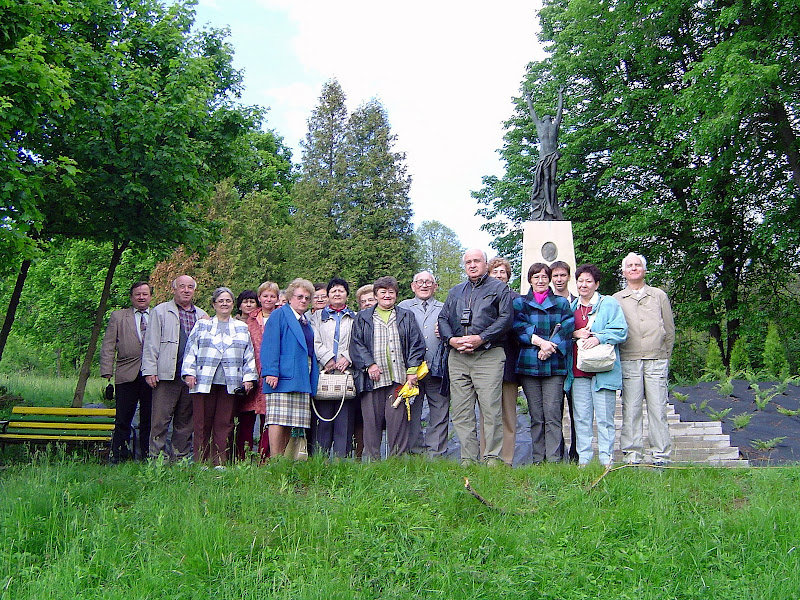
A Szláv Kultúrák Baráti Köre Alsóstregován Madách Imre emlékműve előtt, balról a második Ferincz István (2004)

## Társasági tagság
- A Szláv Kultúrák Baráti Körének alapító tagja és elnöke (1991 óta)

## Köszöntése
2012-ben 70. születésnapja alkalmából a SZTE BTK Szláv Intézet munkatársai, magyar történészek és szláv filológusok itthon és az ország több tájáról köszöntötték, ezen alkalomból tanítványai kiadták fontosabb tudományos közleményeinek részleteit és műveinek válogatott bibliográfiáját. A kötet fülszövege így hangzik magyar fordításban:
„Régmúlt idők visszhangja nyomán
Az ízléses kivitelű, igényes tipográfiájú könyv dr. Ferincz István 70. születésnapja alkalmából ad keresztmetszetet tudományos munkásságából.
Valerij Lepahin jubileumi köszöntője az embert, a kollégát, a vezetőt méltatja, kiemelve tanszék-, intézetvezetői tevékenységének jelentőségét. Vázolja korán indult tudományos munkásságát, melynek nyomán az óorosz irodalom ismert és elismert szakemberévé vált.
Különböző évek írásaiból állították össze jelen könyv anyagát. Tükrözve a szerző sokirányú tudományos érdeklődését, teret kapnak benne az óorosz, az óbolgár irodalom és kölcsönkapcsolataik, Csernorizec Hrabr és az "Őskrónika", Vlagyimir Monomah nagyfejedelem és Szent István, magyar király, az Athosz-hegyi Zograf kolostor vértanúi, II. Vaszilij nagyfejedelem, Jepifanij Premudrij, Permi Szent István, Pjotr, moszkvai metropolita, Kiprián metropolita, a világban való üdvözülés eszméje és a 17. századi irodalom szellemi vitáinak kérdései.
A könyv szerkesztői Majoros Henrietta és Sarnyai Csaba voltak. Az elülső borítót Szőnyi Etelka tervezte a Kirill Turovszkij szobráról készült reprodukció felhasználásával. A hátsó borítón a szerző portréját láthatjuk és mintegy 'fülszövegként' a köszöntő írás részletét olvashatjuk.”

## Díjak, elismerések
- Aranydiploma (=Díszoklevél a Szegedi Tudományegyetemtől; 2015. szeptember 19.)[11][12]